# Mapare
Mapare (ou Mapa're, Mapara) est un village du Cameroun situé dans le département du Noun et la Région de l'Ouest. Il fait partie de l'arrondissement de Koutaba.

## Population
En 1967, la localité comptait 1 046 habitants, principalement Bamoun et Bororo. Lors du recensement de 2005, on y a dénombré 2 020 personnes.

## Infrastructures
Mapare dispose d'un marché hebdomadaire le mardi.